# Dans la vie (film, 1911)
 (juillet 2025).
Pour les articles homonymes, voir Dans la vie.
Pour plus de détails, voir Fiche technique et Distribution.
Dans la vie est un film muet français réalisé par Louis Feuillade et Léonce Perret et sorti en 1911.

## Fiche technique
- Titre : Le Piège à loups
- Réalisation : Louis Feuillade et Léonce Perret
- Scénario :  Louis Feuillade et Léonce Perret
- Photographie :
- Société de production : Société des Etablissements L. Gaumont
- Pays de production :  France
- Format : Noir et blanc — 35 mm — 1,33:1 — Muet
- Genre : Comédie dramatique
- Métrage : 190 m
- Durée : 6 minutes
- Dates de sortie :
  - France : 4 février 1911

## Distribution
- Léonce Perret : le père
- Yvette Andréyor : la fille
- Renée Carl
- André Liabel